# Ludwig Ganghofer

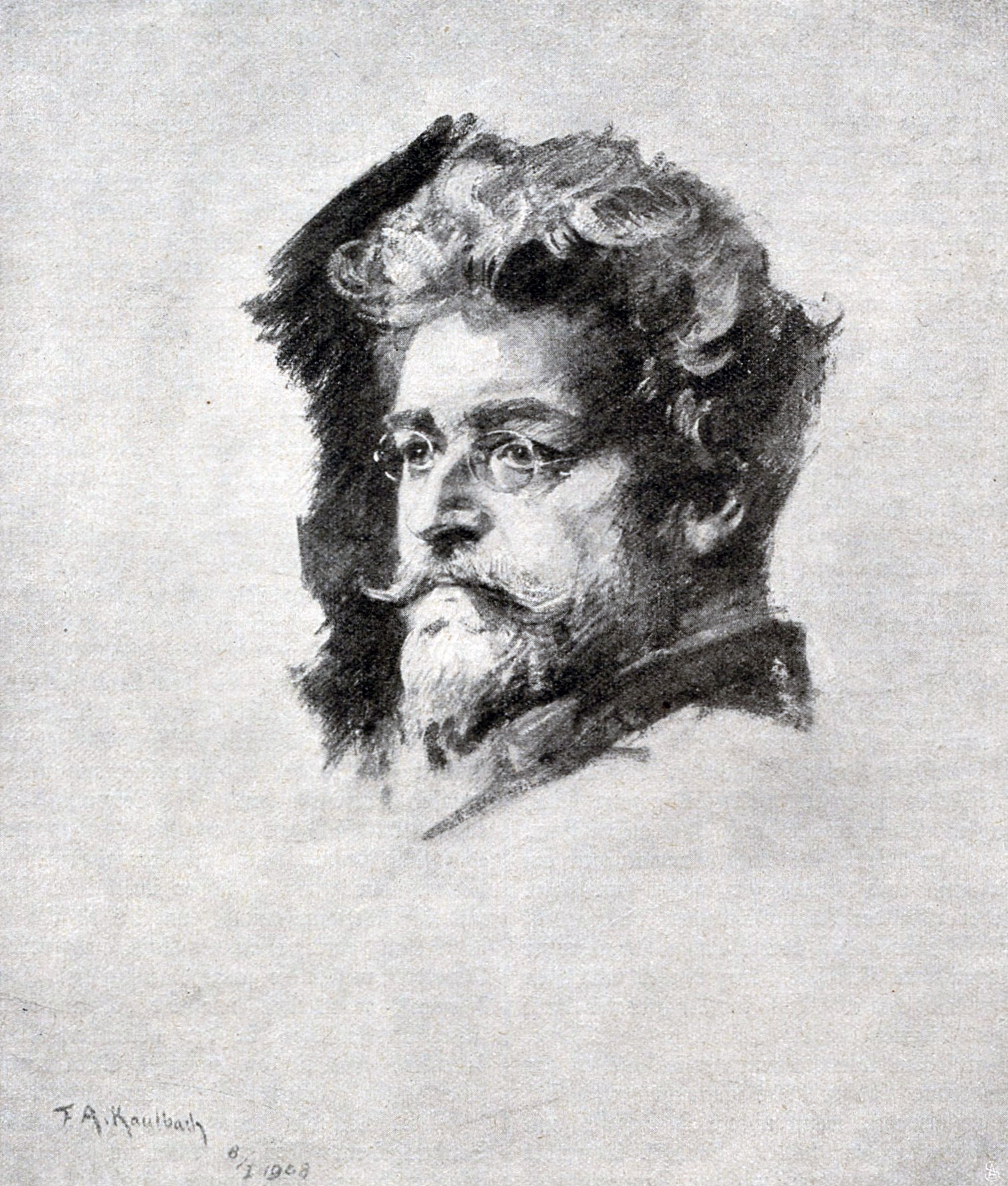
Ganghofer, porträtiert von Friedrich August von Kaulbach im Jahr 1908

Ludwig Albert Ganghofer (* 7. Juli 1855 in Kaufbeuren; † 24. Juli 1920 in Tegernsee) war ein bayerischer Schriftsteller, der durch seine Heimatromane bekannt und wegen seiner propagandistischen Kriegsberichterstattung bereits zu Lebzeiten kritisiert wurde.

## Leben
Ludwig Ganghofers Geburtshaus in Kaufbeuren liegt im Zentrum der Altstadt, unmittelbar neben der Martinskirche, in der er auch getauft wurde. Als Sohn eines Försters mit wechselnden Dienststellen wuchs er in verschiedenen bayerischen Orten auf. Einen Teil seiner Kindheit (1859–1865) verbrachte Ludwig Ganghofer in Welden und besuchte von 1869 bis 1871 das Augsburger Realgymnasium (heute Peutinger-Gymnasium) in Augsburg. Nach dem Abitur im Jahr 1873 am Königlich-Bayerischen Gymnasium in Regensburg am Ägidienplatz, der Vorläuferschule des Albertus-Magnus-Gymnasiums, arbeitete er ein Jahr als Schlosser und Monteur in der Augsburger Maschinenfabrik Riedinger. Im Jahr 1875 begann er ein Maschinenbaustudium am Polytechnikum in München, wechselte jedoch später zu Literaturgeschichte und Philosophie nach München, Berlin und Leipzig. Während seines Studiums wurde er Mitglied im Akademischen Literaten-Verein Berlin. Im Jahr 1879 wurde er in Leipzig promoviert. 1913 wurde er als Alter Herr Mitglied der neugegründeten Burschenschaft Rheno-Marchia Münster.

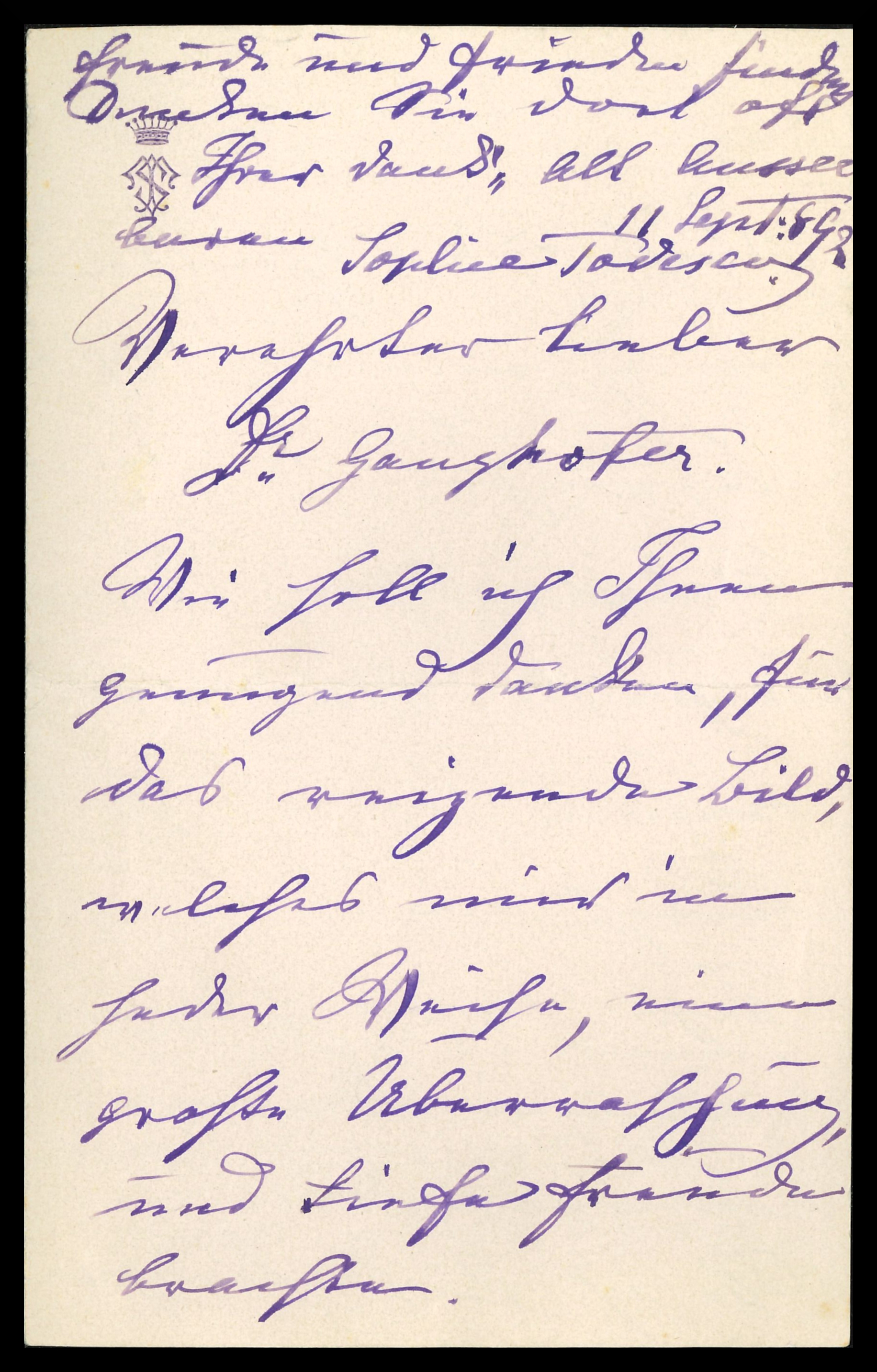
Schreiben von Sophie Todesco an Ganghofer (1892)

Sein erstes Schauspiel Der Herrgottschnitzer von Ammergau schrieb Ganghofer 1880 für das Münchner Gärtnerplatztheater. Es wurde dort neunzehnmal aufgeführt. In Berlin wurde das Stück mehr als hundertmal gespielt. Ab Oktober 1881 arbeitete Ganghofer in Wien als Dramaturg am Ringtheater, das jedoch wenige Wochen später abbrannte. Danach war er freier Mitarbeiter für das Familienblatt Die Gartenlaube und Feuilletonredakteur des Neuen Wiener Tagblatts (1886–1891). In seiner Wiener Zeit verkehrte Ganghofer im berühmten Salon der Baronin Sophie Todesco, Frau des Kaufmanns Baron Eduard Todesco, im Palais Todesco an der Kärntner Straße. Dort traf er auf bedeutende Vertreter aus Kunst, Kultur und Wirtschaft, wie Isidor Mautner, Hugo von Hofmannsthal und Johann Strauss, der ihm die Polka Auf zum Tanze op. 436 widmete, während Ganghofer wiederum Teile des Librettos für die Strauss-Operette Der Zigeunerbaron verfasste und seinen Roman Der Unfried mit einer Widmung für Strauss versah. 1890 gab Ganghofer zusammen mit dem ihm zeit seines Lebens freundschaftlich verbundenen Schriftsteller und Journalisten Vinzenz Chiavacci die Gesammelten Werke von Johann Nestroy heraus.
Als Schriftsteller hatte Ganghofer seinen Durchbruch mit Hochlandgeschichten und -romanen – als erstes 1883 mit der Prosafassung des bis dahin erfolglosen Bühnenstücks Der Jäger von Fall. Ab 1891 legte er seinen Schwerpunkt auf das Schreiben, inszenierte jedoch zum Beispiel 1898 in München noch Hugo von Hofmannsthals Der Tor und der Tod.

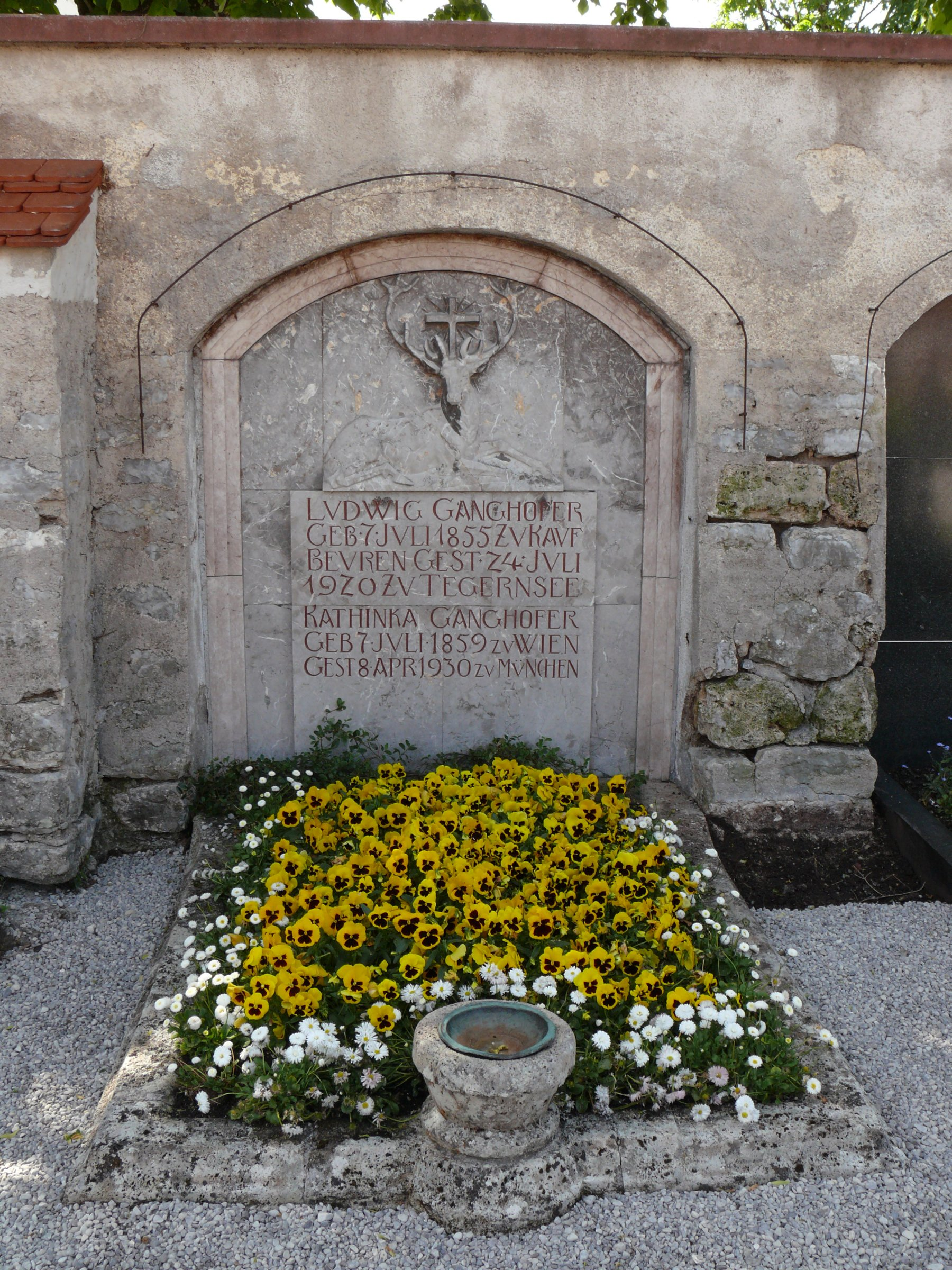
Ganghofer-Grab auf dem Egerner Friedhof

Ganghofer war vielseitig interessiert. Technische Neuerungen, wie zuletzt der Film, fanden sein besonderes Interesse. 1897 gründete er mit Ernst von Wolzogen, Max Halbe und Richard Strauss die Münchener Literarische Gesellschaft und setzte sich als deren Präsident mit Nachdruck für Autoren ein, die eine ganz andere Art von Literatur vertraten und noch keine Anerkennung gefunden hatten beziehungsweise unter der Zensur zu leiden hatten (zum Beispiel Rainer Maria Rilke oder Frank Wedekind, für den Ganghofer 1918 auch die Grabrede hielt). Mit Frank Wedekind und Heinrich Mann unterzeichnete er 1909 den Demokratisierungsaufruf Für die preußische Wahlreform. Seine gewinnende, humorvolle Art brachte ihn in Kontakt mit zahlreichen Persönlichkeiten des öffentlichen Lebens. Ganghofer führte mit seiner Familie ein gastfreundliches Haus.

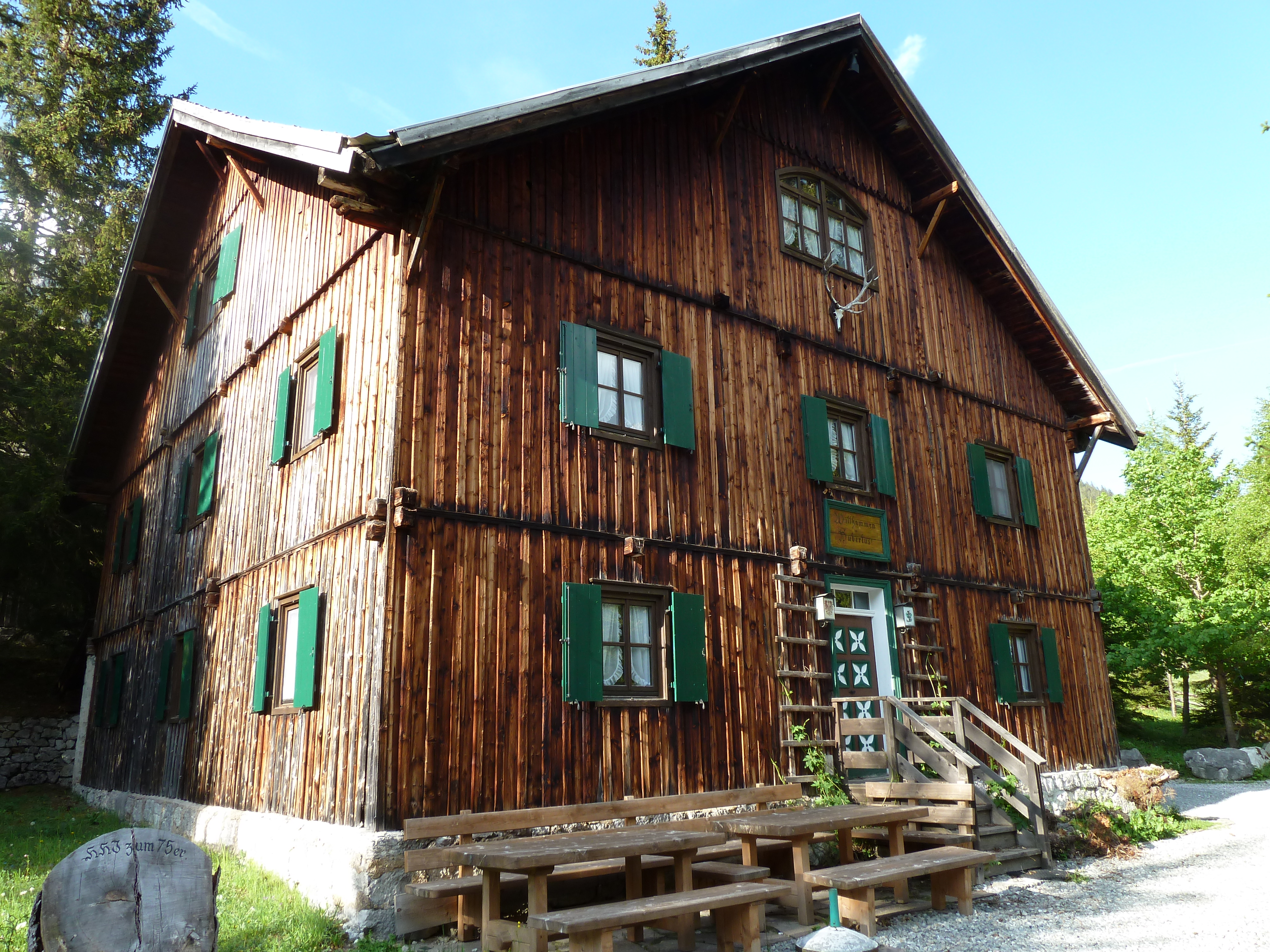
Jagdhaus

Sowohl in München als auch auf seinem großzügig ausgebauten Jagdhaus „Hubertus“ bei Leutasch in Tirol (unmittelbar neben der heutigen Tillfußalm gelegen), wo er mit einigen Mitpächtern ein Jagdrevier von über 20.000 Hektar im Gaistal gepachtet hatte, waren bekannte Persönlichkeiten der Zeit aus den unterschiedlichsten Bereichen seine Gäste, so etwa Ludwig Thoma, Friedrich August von Kaulbach, Franz von Stuck, Franz von Defregger, Rainer Maria Rilke, Paul Heyse, Hugo von Hofmannsthal, Franz von Jauner, Leo Slezak oder Richard Strauss. Adele Sandrock und Karl Valentin wurden von Ludwig Ganghofer entdeckt und gefördert.
Zwischen 1915 und 1917 berichtete Ganghofer als Kriegsberichterstatter von Kriegsschauplätzen an der West- und Ostfront, direkt aus der Frontlinie. Neben propagandistischen Kriegsberichten, wie Reise zur deutschen Front, findet sich auch eine Vielzahl von Kriegsgedichten, die in Sammelbänden wie Eiserne Zither und Neue Kriegslieder erschienen. Die Werke sind durch patriotische Gesinnung geprägt und nicht selten Lobeshymnen auf die Kriegsführung unter Paul von Hindenburg und den Kaiser, der ein persönlicher Freund Ganghofers war (Ganghofer galt als Lieblingsschriftsteller des Kaisers). Eine ähnliche Gesinnung und Freundschaft verband ihn auch mit dem steirischen Heimatdichter Peter Rosegger. Ganghofer erlitt eine schwere Kriegsverletzung und wurde mit dem Eisernen Kreuz ausgezeichnet. Er wurde, wie sein Freund Ludwig Thoma, Mitglied der 1917 gegründeten nationalistischen Deutschen Vaterlandspartei, die einen Siegfrieden propagierte. Nach deren Auflösung am 10. Dezember 1918 trat Ganghofer nicht mehr politisch in Erscheinung.
Nach Beendigung seiner Tätigkeit als Kriegsberichterstatter war er bis zu seinem Tod als Schriftsteller tätig. Sein letztes Werk, Das Land der Bayern in Farbenphotographie, widmete er König Ludwig III. von Bayern. Ganghofer verstarb 1920 an seinem letzten Wohnsitz, der Villa Maria in Tegernsee, die er 1918 gekauft, umgebaut und ab 1919 bewohnt hatte. Sein Grab befindet sich auf dem Friedhof der Kirche St. Laurentius in Rottach-Egern, neben dem von Ludwig Thoma.

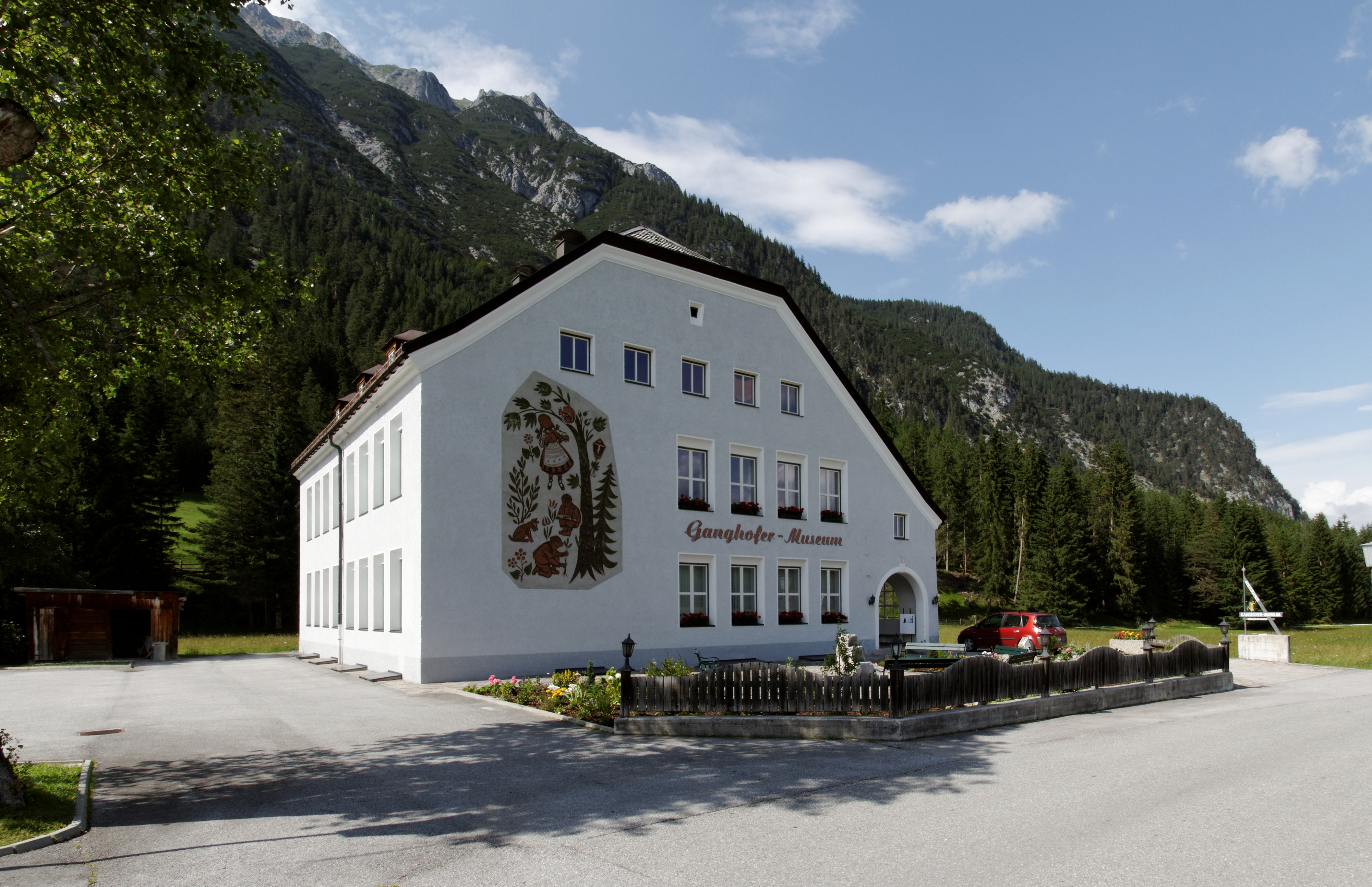
Ganghofer Museum Leutasch/Tirol

## Werk
Viele Werke Ganghofers greifen Geschehnisse aus der Geschichte des Berchtesgadener Landes auf, wo er sich regelmäßig aufhielt. Seine Heimatromane haben Ganghofer schon zu Lebzeiten den Ruf des „Heile-Welt“-Schreibers eingebracht. Nicht selten sind seine Werke, die meist vom Leben einfacher, tüchtiger, ehrlicher Leute handeln, als Kitsch bezeichnet worden. Ganghofer und seine Werke wurden deswegen schon zu Lebzeiten Zielscheibe satirischer Attacken, beispielsweise von Karl Kraus in seinem Werk Die letzten Tage der Menschheit. Der tschechische Schriftsteller Jaroslav Hašek verwendet das Buch Die Sünden der Väter in seinem Roman Die Abenteuer des braven Soldaten Schwejk (1920–1923) als Text zur Buch-Verschlüsselung militärischer Nachrichten.
Besonders die historischen Romane über die Chronik Berchtesgadens enthalten durchaus Hinweise auf soziale Konfliktsituationen der wilhelminischen Zeit. Diese Geschichten, die nicht immer ein Happy End aufweisen, behandeln auch Konflikte zwischen den Ständen ebenso wie gesellschaftlichen Aufstieg (durch treue Dienste) und plädieren für einfaches Gottvertrauen. Es lässt sich innerhalb dieses Zyklus eine Militarisierung beobachten, so nehmen Schilderungen bewaffneter Auseinandersetzungen zu. Die soziale Lage der Bauern beschreibt Ganghofer ebenso wie das Aufeinandertreffen von Fortschritt und Aberglauben. Über allem steht das Idealbild eines monarchistisch-patriarchalen, für seine Untertanen sorgenden Staates, wie es der preußisch-konservativen Ideologie entspricht. Beschworen wird in dieser Chronik die Einigkeit der Länder und Klassen, negativ schildert Ganghofer inneren Zwist und Zerfall. Das Christentum, wie Ganghofer es in diesem Werk darstellt, zeichnet sich dem deutschen Nationalstaatsgedanken entsprechend durch eine eher protestantische Färbung aus.
1909 definierte Ganghofer in einer Art Staatsutopie Frauen als Mütter und Ehefrauen, deren Bestimmung es sei, gesunde Kinder zu bekommen. Um das „Blut rein zu erhalten“, sollten aus seiner Sicht Geschlechtskranke, Verbrecher, unheilbar Kranke, „Schwachsinnige“, Prostituierte sowie Homosexuelle von der Verehelichung ausgeschlossen werden. Für alle anderen sollte jedoch die Ehe verpflichtend sein. Für Männer entwarf er eine Strafsteuer von einem Viertel ihres Einkommens, sofern sie sich nach dem Eintritt der Heiratsfähigkeit mit 22 Jahren nicht gleich verehelichten und Kinder zeugten.
Von völkischer Ideologie sind die Erzählungen dagegen weitgehend frei, was sich sowohl in der Beschreibung der bäuerlichen Charaktere zeigt als auch daran, dass bei Ganghofer – anders als in der völkischen Literatur – dunkelhaarige Romanfiguren mit südländischen Wurzeln (wie auch deren Verbindungen mit Deutschen) häufig positiv besetzt sind. Auch jüdische Charaktere werden nicht in antisemitischer Weise negativ gezeichnet, überdies kommt auch ihnen widerfahrenes Unrecht zur Sprache. In Lebenslauf eines Optimisten („Buch der Kindheit“, Kapitel 3) schreibt Ganghofer:

„Ich war zehn Jahre Journalist in Wien. Da lernt man Juden kennen. Sehr viele. Und ich habe gefunden, daß in jüdischen Familien alle Wichtigkeiten der Menschwerdung vor den Kindern viel natürlicher und verständiger genommen und besprochen werden, als die verkrüppelte Sittlichkeit unserer ‚christlich-arischen Kultur‘ das zuläßt. Die jüdischen Väter und Mütter genießen in der tieferen Liebe ihrer Kinder die Frucht des Vernünftigen.“

Ganghofers Werke, vor allem die Romane, werden noch heute verlegt. Weltweit wurden insgesamt mehr als 30 Millionen Ausgaben verkauft (geschätzt, Stand 2004).

## Familie
Ganghofers Eltern waren der Ministerialrat August Ganghofer (später Leiter der Königlich Bayerischen Forstverwaltung, dem 1887 der persönliche Ritterstand verliehen wurde) und dessen Frau Charlotte, geborene Louis, Tochter des an der Aschaffenburger Forstlehranstalt unterrichtenden Professors Carl Louis. Ganghofers Schwester Ida war mit dem Geologen und Geographen Albrecht Penck verheiratet. Der Geomorphologe Walther Penck war Ganghofers Neffe. Von den Enkeln Ganghofers sind der Schriftsteller Bernhard Horstmann, der unter dem Pseudonym Stefan Murr Kriminalromane und Thriller schrieb, und der Publizist Caspar Freiherr von Schrenck-Notzing bekannt geworden.
Die jüdische Herkunft von Ludwig Ganghofers Frau, Kathinka geb. Engel, ist umstritten. Schon vor der Zeit des Nationalsozialismus wurde eine „arisch“-aristokratische Herkunft behauptet, angeblich sei sie die außereheliche Tochter des österreichischen Diplomaten Graf Ferdinand Ladislaus von Esterházy-Hallwyl und der Operettensängerin Marie Geistinger. Sie sei von einer jüdischen Familie in Budapest aufgezogen worden.
Die Quellenlage ist jedoch anders: Katharina Engels Geburt wurde als Gitel Engel mit dem 7. Juli 1856 in das Geburtsbuch der Israelitischen Kultusgemeinde in Pest eingetragen, laut diesem war sie eine Tochter des Leopold Engel und der Babette Weiss.
Ihre Eltern sollen danach der 1877 in Wien verstorbene Kaufmann Leopold Engel und dessen Ehefrau Babetta „Betti“, geb. Weiss, 1870 ebenfalls in Wien gestorben, sein. Beide liegen auf dem jüdischen Friedhof in Währing begraben. Im Verlassenschaftsakt Leopold Engels ist mit keinem Wort erwähnt, dass es sich bei ihr um eine Adoptiv- oder Pflegetochter handelte. Die angebliche Herkunft und spätere Adoption durch das jüdische Ehepaar Engel erscheint fraglich, weil es vor dem Jahre 1868 in Österreich unmöglich war, vom Katholizismus zum Judentum zu konvertieren. Jedenfalls trat Kathinka Engel 1882 aus dem jüdischen Glauben aus und konvertierte zum römisch-katholischen Glauben. Sie und Ludwig Ganghofer heirateten am 7. Mai 1882 in der Augustinerkirche in Wien. Aus der Ehe gingen ein Sohn und drei Töchter hervor, alle in Wien geboren: Maria Charlotte, genannt Lolo (1883–1973), Martha genannt Mizerl (1886–1891) sowie Sophie, genannt Sopherl (1890–1952) und ihr Zwillingsbruder August, genannt Gustl (1890–1968).
Die ältere Schwester Kathinkas, Bertha Engel, verheiratet mit dem Beamten Samuel Fried, war die Mutter von Alfred Hermann Fried, der 1911 den Friedensnobelpreis erhielt. Ihr Bruder Moritz Engel war Besitzer der von Viktor Silberer gegründeten bedeutenden Wiener Boulevard- und Kulturzeitschrift Wiener Salonblatt.

## Porträts von Ludwig Ganghofer
Friedrich August von Kaulbach hat zahlreiche Porträts von Ganghofer, seinen Töchtern und einer Enkelin angefertigt. Von Franz von Stuck stammt ein weiteres Porträt Ganghofers und das von ihm verwendete Exlibris. Franz von Defregger, sein Trauzeuge, malte das Bild „Ganghofer im Kreise seiner Jäger“.

## Postume Ehrungen

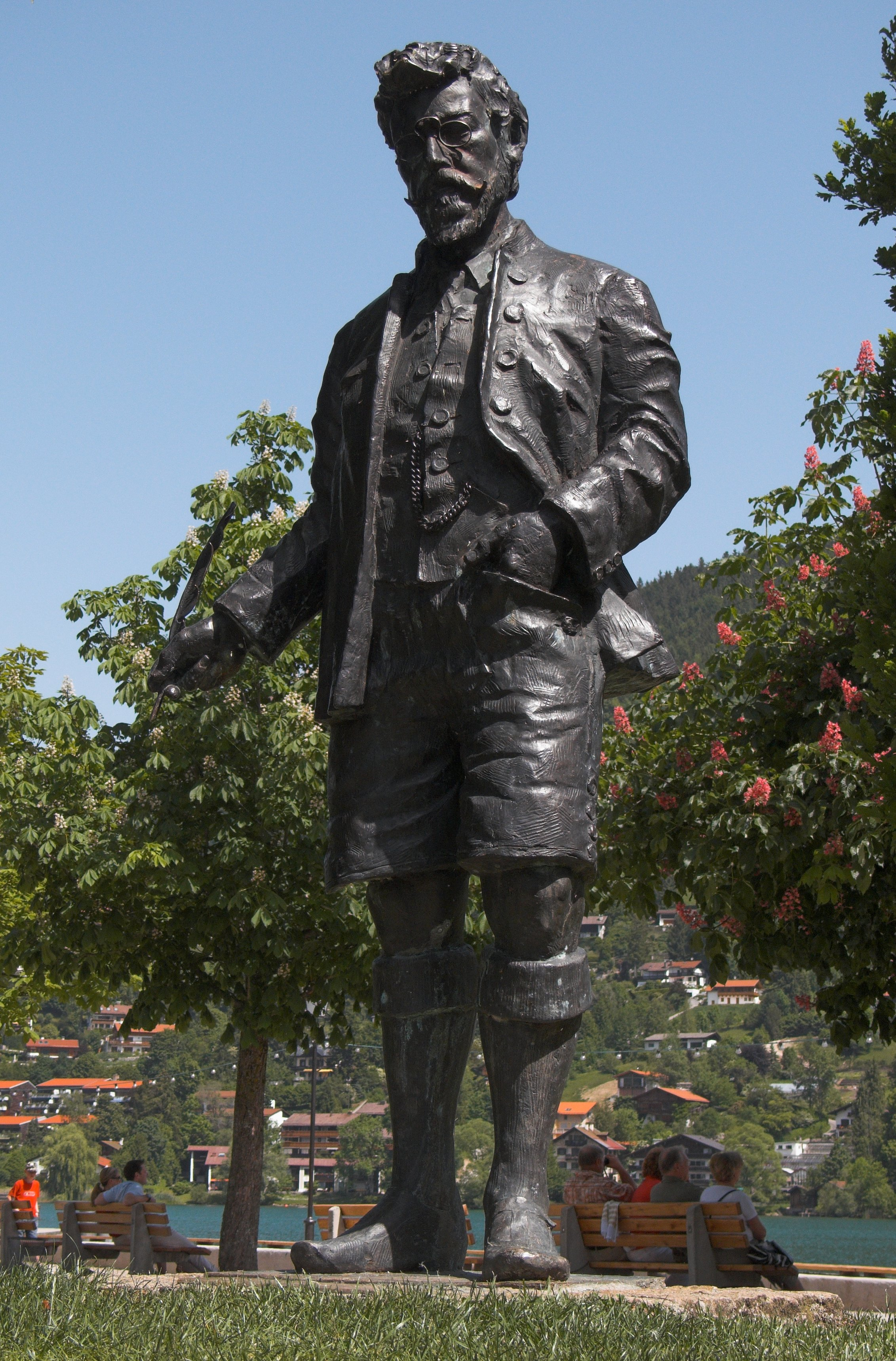
Ganghofer-Denkmal in Rottach-Egern

In seinem Geburtsort Kaufbeuren ist im Stadtmuseum Kaufbeuren, das große Teile des Nachlass Ganghofers besitzt, ein eigener Raum in der Dauerausstellung dem Schriftsteller gewidmet. Ferner befindet sich in Leutasch ein Ganghofermuseum.
Im Berchtesgadener Kurpark wurde zu Ehren Ganghofers im Juli 1925 von dem Kölner Universitätsprofessor Friedrich von der Leyen ein nach Vorlagen von Hans Grässel gestaltetes Denkmal enthüllt. In Rottach-Egern hat der Bildhauer Quirin Roth eine lebensgroße Bronzeplastik von Ludwig Ganghofer geschaffen.
Jedes Jahr Anfang März findet im Leutasch-Tal in Tirol der Internationale Ganghofer-Lauf statt. An diesem offenen Wettbewerb im Skilanglauf für alle Alters- und Leistungsklassen nehmen über 1000 Sportler aus aller Welt teil.
Zudem wurden zahlreiche Straßen (z. B. in oberbayerischen Gemeinden wie Bad Reichenhall, Berchtesgaden, Palling und Kastl, im schwäbischen Markt Welden sowie in Städten wie Augsburg, Nürnberg und Stuttgart) nach ihm benannt und in München die Ganghoferbrücke.

## Bibliografie (Auswahl)

### Dramen
- Der Herrgottschnitzer von Ammergau. Volksschauspiel in 5 Aufzügen. Schmid’sche Verlagsbuchhandlung, Augsburg 1880.

### Erzählungen / Novellen
- Edelweißkönig. Eine Hochlandsgeschichte. 2 Bände. Adolf Bonz, Stuttgart 1886.
- Der Herrgottschnitzer von Ammergau. Eine Hochlandsgeschichte. Adolf Bonz, Stuttgart 1890.
- Fliegender Sommer. Verlag des Vereins der Bücherfreunde, Berlin 1892.
- Der Besondere. Eine Hochlandsgeschichte. Adolf Bonz, Stuttgart 1893.
- Die Fackeljungfrau. Eine Bergsage. Bonz & Co., Stuttgart 1894.
- Rachele Scarpa. Novelle. Adolf Bonz, Stuttgart 1898.
- Gewitter im Mai. Novelle. Adolf Bonz, Stuttgart 1904.
- Der Jäger. Jagderzählungen. Adolf Bonz, Stuttgart 1905.
- Damian Zagg. Adolf Bonz, Stuttgart 1906.
- Die Trutze von Trutzberg. Eine Geschichte aus Anno Domini 1445. Grothe, Berlin 1915 (= Grote’sche Sammlung von Werken zeitgenössischer Schriftsteller. Band 123).

### Romane
- Der Jäger von Fall. Eine Erzählung aus dem bayerischen Hochlande. Adolf Bonz, Stuttgart 1883.
- Die Sünden der Väter. Roman. Adolf Bonz, Stuttgart 1886.
- Der Unfried. Ein Dorfroman. Adolf Bonz, Stuttgart 1888.
- Der Klosterjäger. Roman aus dem 14. Jahrhundert. Adolf Bonz, Stuttgart 1892.
- Die Martinsklause. Roman aus dem Anfang des 12. Jahrhunderts. 2 Bände. Bonz & Co., Stuttgart 1894.
- Schloß Hubertus. Roman in zwei Bänden. Adolf Bonz, Stuttgart 1895.
- Die Bacchantin. Roman in zwei Bänden. Adolf Bonz, Stuttgart 1897.
- Das Schweigen im Walde. Roman in zwei Bänden. Grote, Berlin 1899.
- Das Gotteslehen. Roman aus dem 13. Jahrhundert. Historischer Roman. Adolf Bonz, Stuttgart 1899.
- Der laufende Berg. Ein Hochlandsroman. Adolf Bonz, Stuttgart 1899.
- Der Dorfapostel. Hochlandsroman. Adolf Bonz, Stuttgart 1900.
- Das neue Wesen. Roman aus dem 16. Jahrhundert. Adolf Bonz, Stuttgart 1902.
- Der Hohe Schein. Roman. 2 Bände. Adolf Bonz, Stuttgart 1904.
- Der Mann im Salz. Roman aus dem Anfang des 17. Jahrhunderts. 2 Bände. Adolf Bonz, Stuttgart 1906.
- Waldrausch. Roman. 2 Bände. 1907 (1908 a. a. Q.)
- Der Ochsenkrieg. Roman aus dem 15. Jahrhundert. 2 Bände. Adolf Bonz, Stuttgart  1914.
- Das große Jagen. Roman aus dem 18. Jahrhundert. Adolf Bonz, Stuttgart 1918.

### Sachbücher
- Lebenslauf eines Optimisten. 3 Bände. Adolf Bonz, Stuttgart.
  - Buch der Kindheit. 1909.
  - Buch der Jugend. 1910.
  - Buch der Freiheit. 1911.
- Die Front im Osten. Ullstein, Berlin 1915. (Ullstein-Kriegsbücher, Digitalisat)
- Der russische Niederbruch. Die Front im Osten. 2. Teil. Ullstein, Berlin 1915. (Ullstein-Kriegsbücher)
- Reise zur deutschen Front 1915. Ullstein, Berlin 1915. (Ullstein-Kriegsbücher)
- Die stählerne Mauer. Reise zur deutschen Front 1915. 2. Teil. Ullstein, Berlin 1915. (Ullstein-Kriegsbücher)
- Bei den Heeresgruppen Hindenburg und Mackensen. Adolf Bonz, Stuttgart 1916. (Digitalisat)

### Werkausgabe
- Ludwig Ganghofers Gesammelte Schriften. Jubiläumsausgabe und Volksausgabe in 12 Bänden. Adolf Bonz, Stuttgart 1914.

### Postume Veröffentlichungen
- Hochlandzauber. Geschichten aus den Bergen. Franke, Berlin 1931.
- Bergheimat. Erlebtes und Erlauschtes. Franke, Berlin 1933.
- Die Fuhrmännin. Hochlandsgeschichte. Knaur, Berlin 1942.

## Adaptionen

### Musical / Theater
- Salzsaga – Ein Alpenmythos wird Musik, unter diesem Titel wurde auf der Basis des Romans Der Mann im Salz ein Musical nach einer Idee des Rosenheimer Autors Nikolaus Bielka eingerichtet, die Musik dazu komponierte der Bigband-Leader Klaus Ammann mit Texten der Regisseurin Barbara Mende. Im Sommer 2003 hatte das Stück 180 Aufführungen in einem großen Theaterzelt in Schönau am Königssee.
- Die Martinsklause wurde von Max Reichenwallner für eine Freilichtaufführung als Theaterstück in zwei Akten adaptiert und im Rahmen der „Nationalpark Festspiele“ am Hintersee in Ramsau bei Berchtesgaden im Sommer 2010 aufgeführt.[36]

### Verfilmungen
Ganghofer ist einer der meistverfilmten deutschen Autoren. Ein Teil der Romane Ganghofers wurden bereits als Stummfilme in den 1910er- und 1920er-Jahren verfilmt. Zahlreiche Heimatfilme der 1950er Jahre – im Zuge des Kinowunders – sind Verfilmungen seiner Romane. Die bisher letzten großen Ganghofer-Filme entstanden in den 1970er-Jahren (Schloß Hubertus, Der Jäger von Fall, Waldrausch).
| - 1912: Die Hochzeit von Valeni – Regie: Adolf Gärtner - 1914: Die Hochzeit von Valeni – Regie: Jakob Fleck und Carl Rudolf Friese - 1918: Der Jäger von Fall – Regie: Ludwig Beck - 1919: Gewitter im Mai – Regie: Ludwig Beck - 1920: Der Klosterjäger – Regie: Franz Osten - 1920: Der Ochsenkrieg – Regie: Franz Osten - 1921: Der Mann im Salz – Regie: Peter Ostermayr - 1921: Die Trutze von Trutzberg – Regie: Peter Ostermayr (?), Ernst B. Hey - 1924: Sklaven der Liebe – Regie: Carl Boese - 1924: Die Bacchantin – Regie: William Karfiol - 1926: Der Jäger von Fall – Regie: Franz Seitz senior - 1929: Das Schweigen im Walde – Regie: William Dieterle - 1933: Die blonde Christl – Regie: Franz Seitz senior - 1934: Schloß Hubertus – Regie: Hans Deppe - 1935: Der Klosterjäger – Regie: Max Obal - 1936: Der Jäger von Fall – Regie: Hans Deppe - 1937: Das Schweigen im Walde – Regie: Hans Deppe - 1938: Gewitter im Mai – Regie: Hans Deppe - 1939: Der Edelweißkönig – Regie: Paul Ostermayr - 1939: Waldrausch – Regie: Paul Ostermayr - 1941: Der laufende Berg – Regie: Hans Deppe - 1943: Der Ochsenkrieg – Regie: Hans Deppe - 1950: Der Geigenmacher von Mittenwald – Regie: Rudolf Schündler | - 1951: Die Alm an der Grenze – Regie: Walter Janssen - 1951: Die Martinsklause – Regie: Richard Häussler - 1952: Der Herrgottschnitzer von Ammergau – Regie: Harald Reinl - 1953: Der Klosterjäger – Regie: Harald Reinl - 1954: Schloß Hubertus – Regie: Helmut Weiss - 1955: Das Schweigen im Walde – Regie: Helmut Weiss - 1957: Der Jäger von Fall – Regie: Gustav Ucicky - 1957: Der Edelweißkönig – Regie: Gustav Ucicky - 1959: Der Schäfer vom Trutzberg – Regie: Eduard von Borsody - 1962: Waldrausch – Regie: Paul May - 1967: Der Jäger von Fall – Regie: Wolf Dietrich, Gretl Löwinger (TV) - 1973: Schloß Hubertus – Regie: Harald Reinl - 1974: Der Jäger von Fall – Regie: Harald Reinl - 1975: Der Edelweißkönig – Regie: Alfred Vohrer - 1976: Das Schweigen im Walde – Regie: Alfred Vohrer - 1977: Waldrausch – Regie: Horst Hächler - 1986: Der Unfried – Regie: Rainer Wolffhardt (TV) - 1987: Der Ochsenkrieg – Regie: Sigi Rothemund (TV-Miniserie) - 1987: Gewitter im Mai – Regie: Xaver Schwarzenberger - 1989: Der Mann im Salz – Regie: Rainer Wolffhardt (TV) - 2010: Schatten der Erinnerung – Regie: Hartmut Griesmayr (TV) - 2012: Nur der Berg kennt die Wahrheit – Regie: Hartmut Griesmayr (TV) |

## Nachlass
Der schriftliche Nachlass von Ludwig Ganghofer liegt im Literaturarchiv der Monacensia im Hildebrandhaus.